# Eerste nationale herenhandbal 2022/23
De eerste nationale 2022–23 is de hoogste divisie in het Belgische handbal.

## Opzet
Er nemen 16 ploegen aan de competitie deel. De 6 "beste" ploegen van vorig seizoen, spelen eerst een volledige competitie in BENE-League verband, terwijl de overige 10 ploegen eerst een volledige competitie in regulier eerste nationale-verband spelen. De BENE-League en de eerste nationale zijn dus deels met elkaar verweven.
Na beëindiging van deze 2 competities worden de 16 ploegen bij elkaar gevoegd, waarbij:
- De 4 Belgische ploegen, die in BENE-League als hoogste zijn geëindigd, gaan in een onderlinge volledige competitie (play-off 1) strijden voor het Belgisch kampioenschap. Hierbij begint de ploeg die in de BENE-League als hoogste is geëindigd met 4 bonuspunten, aflopend tot 1 bonuspunt voor de ploeg die in de BENE-League als vierde is geëindigd. De 2 ploegen die in deze competitie als hoogste eindigen beslissen in een best-of-three wie eindelijk de kampioen van het huidige seizoen wordt. Verder komen deze 4 ploegen volgend seizoen weer in de BENE-League uit.
- De 2 Belgische ploegen, die in BENE-League als laagste zijn geëindigd, spelen onderling een best-of-five. De winnaar van deze tweekamp speelt volgend seizoen wederom in de BENE-League en de verliezende ploeg in de reguliere competitie van de eerste nationale.
- De 6 Belgische ploegen, die in eerste nationale als hoogste zijn geëindigd, gaan in een onderlinge volledige competitie (play-off eerste nationale) strijden voor 1 promotieplaats. Hierbij begint de ploeg die in de reguliere eerste nationale als hoogste is geëindigd met 6 bonuspunten, aflopend tot 1 bonuspunt voor de ploeg die in de reguliere eerste nationale als zesde is geëindigd. De ploeg die in deze competitie als hoogste eindigt speelt volgend seizoen in de BENE-League.
- De 4 Belgische ploegen, die in eerste nationale als laagste zijn geëindigd, gaan in een onderlinge volledige competitie (play-down eerste nationale) strijden tegen degradatie. Hierbij begint de ploeg die in de reguliere eerste nationale als zevende is geëindigd met 4 bonuspunten, aflopend tot 1 bonuspunt voor de ploeg die in de reguliere eerste nationale als laatste is geëindigd. De ploeg die in deze competitie als laatst eindigt, degradeert volgend seizoen naar de tweede nationale.

## Teams
| Ploeg                    | Plaats               | Provincie       | Trainer             | Hal                          |
| BENE-League              | BENE-League          | BENE-League     | BENE-League         | BENE-League                  |
| ------------------------ | -------------------- | --------------- | ------------------- | ---------------------------- |
| HC AtomiX                | Haacht               | Vlaams-Brabant  | Jelle Vonckx        | Den Dijk                     |
| Sezoens Achilles Bocholt | Bocholt              | Limburg         | Luc Boiten          | De Damburg                   |
| KTSV Eupen               | Eupen                | Luik            | Jean-Luc Grandjean  | Sportcentrum Eupen           |
| Hubo Handbal             | Hasselt - Tongeren   | Limburg         | Peter Portengen     | Alverberg & Eburons Dôme     |
| Sporting Pelt            | Pelt                 | Limburg         | Korneel Douven      | Dommelhof                    |
| HC Visé BM               | Wezet                | Luik            | Thomas Cauwenberghs | Hall Omnisports de Visé      |
| Eerste nationale         |                      |                 |                     |                              |
| Apolloon Spurs Kortrijk  | Kortrijk             | West-Vlaanderen | Luc Vercauteren     | Sporthal Lange Munte         |
| HC Don Bosco Gent        | Gent                 | Oost-Vlaanderen | Robin Matthijs      | Sporthal Hekers              |
| Estudiantes HC Tournai   | Doornik              | Henegouwen      | Romain Poix         | Hall des sports de la C.E.T. |
| HC Eynatten-Raeren       | Eynatten             | Luik            | Bruno Thevissen     | Sportzentrum Eynatten        |
| Kreasa Houthalen         | Houthalen-Helchteren | Limburg         | Ruben Vanhoudt      | Lakerveld                    |
| Hubo Handbal 2           | Hasselt - Tongeren   | Limburg         | Tijl Habraken       | Alverberg & Eburons Dôme     |
| HBC Izegem               | Izegem               | West-Vlaanderen | Frank Platteeuw     | De Krekel                    |
| HC Kraainem              | Kraainem             | Vlaams-Brabant  | Benoît Lamury       | Sporthal Kraainem            |
| Olse Merksem HC          | Merksem              | Antwerpen       | Piotr Konitz        | De Rode Loop                 |
| KV Sasja HC              | Hoboken              | Antwerpen       | Kevin Jacobs        | Sorghvliedt                  |

## Reguliere competitie

### Stand
| Pos | Club                    | Wed | W  | G | V  | Ptn | DV  | DT  | +/−  | Opmerking                |
| --- | ----------------------- | --- | -- | - | -- | --- | --- | --- | ---- | ------------------------ |
| 1   | HC Eynatten-Raeren      | 18  | 15 | 1 | 2  | 31  | 571 | 509 | +62  | Geplaatst voor play-offs |
| 2   | KV Sasja HC             | 18  | 12 | 1 | 5  | 25  | 525 | 450 | +75  | Geplaatst voor play-offs |
| 3   | HBC Izegem              | 18  | 11 | 0 | 7  | 22  | 555 | 484 | +71  | Geplaatst voor play-offs |
| 4   | Kreasa Houthalen        | 18  | 10 | 2 | 6  | 22  | 498 | 446 | +52  | Geplaatst voor play-offs |
| 5   | Hubo Handbal 2          | 18  | 10 | 1 | 7  | 21  | 525 | 544 | -19  | Geplaatst voor play-offs |
| 6   | Apolloon Spurs Kortrijk | 18  | 10 | 0 | 8  | 20  | 522 | 508 | +14  | Geplaatst voor play-offs |
| 7   | HC Kraainem             | 18  | 9  | 2 | 7  | 20  | 517 | 494 | +23  | Geplaatst voor play-down |
| 8   | Estudiantes HC Tournai  | 18  | 5  | 1 | 12 | 11  | 499 | 528 | -29  | Geplaatst voor play-down |
| 9   | HC Don Bosco Gent       | 18  | 2  | 2 | 14 | 6   | 471 | 535 | -64  | Geplaatst voor play-down |
| 10  | Olse Merksem HC         | 18  | 1  | 0 | 17 | 2   | 394 | 579 | -185 | Geplaatst voor play-down |

Bij gelijke stand tellen de onderlinge resultaten.

### Uitslagen
|                         | APO   | DBG   | EHC   | E-R   | KHO   | HUB   | IZE   | KRA   | MER   | SAS   |
| ----------------------- | ----- | ----- | ----- | ----- | ----- | ----- | ----- | ----- | ----- | ----- |
| Apolloon Spurs Kortrijk |       | 33–25 | 34–28 | 33–36 | 26–25 | 24–29 | 29–35 | 31–25 | 25–21 | 36–31 |
| HC Don Bosco Gent       | 22–36 |       | 28–29 | 22–28 | 32–38 | 30–31 | 27–28 | 27–32 | 36–26 | 20–25 |
| Estudiantes HC Tournai  | 26–31 | 31–22 |       | 29–33 | 24–26 | 33–35 | 32–31 | 31–26 | 31–20 | 24–28 |
| HC Eynatten-Raeren      | 29–25 | 34–28 | 35–35 |       | 33–23 | 31–27 | 40–37 | 26–38 | 34–26 | 29–26 |
| Kreasa Houthalen        | 32–17 | 21–21 | 33–28 | 25–27 |       | 34–17 | 28–26 | 29–29 | 29–20 | 30–27 |
| Hubo Handbal 2          | 32–31 | 32–32 | 28–24 | 29–30 | 30–29 |       | 27–34 | 30–29 | 37–24 | 20–32 |
| HBC Izegem              | 25–26 | 27–24 | 30–24 | 34–28 | 22–20 | 37–29 |       | 29–17 | 38–15 | 28–29 |
| HC Kraainem             | 34–33 | 34–29 | 28–24 | 22–31 | 19–25 | 35–28 | 32–25 |       | 35–29 | 21–21 |
| Olse Merksem HC         | 20–22 | 20–27 | 26–25 | 23–38 | 21–26 | 24–32 | 27–41 | 16–39 |       | 15–28 |
| KV Sasja HC             | 33–30 | 30–19 | 34–21 | 27–29 | 27–25 | 31–32 | 30–28 | 30–22 | 36–21 |       |

## Nacompetitie; Eerste nationale

#### Play-down
| Pos | Club                   | Wed | W | G | V | Ptn | DV  | DT  | +/− | Startpunten | Opmerking                          |
| --- | ---------------------- | --- | - | - | - | --- | --- | --- | --- | ----------- | ---------------------------------- |
| 1   | Estudiantes HC Tournai | 6   | 6 | 0 | 0 | 15  | 188 | 160 | +28 | 3           |                                    |
| 2   | HC Kraainem            | 6   | 2 | 1 | 3 | 9   | 183 | 184 | -1  | 4           |                                    |
| 3   | HC Don Bosco Gent      | 6   | 2 | 1 | 3 | 7   | 173 | 178 | -5  | 2           |                                    |
| 4   | Olse Merksem HC        | 6   | 0 | 2 | 4 | 3   | 154 | 176 | -22 | 1           | Gedegradeerd naar tweede nationale |

|                        | DBG   | EHC   | KRA   | MER   |
| ---------------------- | ----- | ----- | ----- | ----- |
| HC Don Bosco Gent      |       | 29–34 | 34–30 | 29–24 |
| Estudiantes HC Tournai | 29-26 |       | 31–28 | 27–26 |
| HC Kraainem            | 36-30 | 26–35 |       | 39–30 |
| Olse Merksem HC        | 25–25 | 25–32 | 24–24 |       |

#### Play-offs
| Pos | Club               | Wed | W  | G | V | Ptn | DV  | DT  | +/− | Startpunten | Opmerking                    |
| --- | ------------------ | --- | -- | - | - | --- | --- | --- | --- | ----------- | ---------------------------- |
| 1   | HBC Izegem         | 10  | 10 | 0 | 0 | 24  | 326 | 256 | +70 | 4           | Promotie naar de BENE-League |
| 2   | Kreasa Houthalen   | 10  | 6  | 0 | 4 | 15  | 288 | 274 | +14 | 3           |                              |
| 3   | KV Sasja HC        | 10  | 5  | 0 | 5 | 15  | 308 | 283 | +25 | 5           |                              |
| 4   | HC Eynatten-Raeren | 10  | 4  | 0 | 6 | 14  | 292 | 323 | -31 | 6           |                              |
| 5   | Apolloon Kortrijk  | 10  | 3  | 0 | 7 | 7   | 279 | 323 | -44 | 1           |                              |
| 6   | Hubo Handbal 2     | 10  | 2  | 0 | 8 | 6   | 307 | 341 | -34 | 2           |                              |

|                         | APO   | E-R   | KHO   | HUB   | IZE   | SAS   |
| ----------------------- | ----- | ----- | ----- | ----- | ----- | ----- |
| Apolloon Spurs Kortrijk |       | 39-36 | 27–25 | 36-35 | 25-29 | 20–28 |
| HC Eynatten-Raeren      | 35–29 |       | 30–36 | 32–34 | 24-37 | 32–25 |
| Kreasa Houthalen        | 31-21 | 29–22 |       | 34-33 | 25–31 | 27–32 |
| Hubo Handbal 2          | 38–28 | 26-29 | 30–31 |       | 30–37 | 23-40 |
| HBC Izegem              | 27-18 | 40–22 | 28-25 | 34–31 |       | 32-26 |
| KV Sasja HC             | 39-36 | 28-30 | 20-25 | 40-27 | 30–31 |       |

## Nacompetitie; BENE-League

#### Play-downs (Best of Five)
| 25 maart 2023 | KTSV Eupen | 33 – 27 | HC AtomiX | Sporthalle Eupen, Eupen |
| 25 maart 2023 |            |         |           | Sporthalle Eupen, Eupen |
| 25 maart 2023 |            |         |           | Sporthalle Eupen, Eupen |

| 8 april 2023 | HC AtomiX | 22 – 27 | KTSV Eupen | Den Dijk, Wespelaar |
| 8 april 2023 |           |         |            | Den Dijk, Wespelaar |
| 8 april 2023 |           |         |            | Den Dijk, Wespelaar |

| 10 april 2023 | KTSV Eupen | 33 – 27 | HC AtomiX | Sporthalle Eupen, Eupen |
| 10 april 2023 |            |         |           | Sporthalle Eupen, Eupen |
| 10 april 2023 |            |         |           | Sporthalle Eupen, Eupen |

KTSV Eupen blijft in BENE-League
HC AtomiX degradeert naar de eerste nationale

#### Play-offs

##### Stand
| Pos | Club                     | Wed | W | G | V | Ptn | DV  | DT  | +/− | Startpunten | Opmerking                       |
| --- | ------------------------ | --- | - | - | - | --- | --- | --- | --- | ----------- | ------------------------------- |
| 1   | Sezoens Achilles Bocholt | 6   | 3 | 3 | 0 | 13  | 180 | 161 | +19 | 4           | Geplaatst voor de Best of Three |
| 2   | Hubo Handbal             | 6   | 3 | 1 | 2 | 8   | 170 | 161 | +9  | 1           | Geplaatst voor de Best of Three |
| 3   | Sporting Pelt            | 6   | 1 | 2 | 3 | 7   | 155 | 174 | -19 | 3           |                                 |
| 4   | HC Visé BM               | 6   | 1 | 2 | 3 | 6   | 160 | 169 | -9  | 2           |                                 |

##### Uitslagen
|                          | BOC     | HUB     | PEL     | VIS     |
| ------------------------ | ------- | ------- | ------- | ------- |
| Sezoens Achilles Bocholt | 00–00   | 27 – 27 | 27 – 27 | 29 – 29 |
| Hubo Handbal             | 30 – 31 | 00–00   | 26 – 22 | 32 – 25 |
| Sporting Pelt            | 26 – 39 | 25 – 29 | 00–00   | 32 – 30 |
| HC Visé BM               | 22 – 27 | 31 – 26 | 23 – 23 | 00–00   |

## Best of Three voor kampioenschap
| 20 mei 2023 | Hubo Handbal | 26 – 31 | Sezoens Achilles Bocholt | Alverberg, Hasselt |
| 20 mei 2023 |              |         |                          | Alverberg, Hasselt |
| 20 mei 2023 |              |         |                          | Alverberg, Hasselt |

| 27 mei 2023 | Sezoens Achilles Bocholt | 33 – 30 | Hubo Handbal | De Damburg, Bocholt |
| 27 mei 2023 |                          |         |              | De Damburg, Bocholt |
| 27 mei 2023 |                          |         |              | De Damburg, Bocholt |